# Gunhild Schytte-Jacobsen
Gunhild Schytte-Jacobsen, född 26 maj 1875 i Kristiania (nuvarande Oslo), död där 20 juni 1945, var en norsk skådespelare.
Schytte-Jacobsen filmdebuterade 1926 i Rasmus Breisteins Brudefärden i Hardanger, där hon spelade huvudrollen som den äldre Marit Skjølte. Hon medverkade också i talfilmerna Vi som går kjøkkenveien (1933) och Du har lovet mig en kone! (1935), båda regisserade av Tancred Ibsen. Hon var även teaterskådespelare vid Det Nye Teater i början av 1930-talet.

## Filmografi
- 1926 – Brudefärden i Hardanger – Marit Skjølte
- 1933 – Vi som går kjøkkenveien – fru Beck
- 1935 – Du har lovet mig en kone! – fru Linder